# Hasper Bach
Der Hasper Bach ist ein gut zwölf Kilometer langer grobmaterialreicher, silikatischer Mittelgebirgsbach  im nordrhein-westfälischen Ennepe-Ruhr-Kreis und ein südlicher und rechter Zufluss der Ennepe.

## Geographie

### Verlauf
Der Hasper Bach entspringt in Breckerfeld südwestlich der Bauerschaft Oberfeldhausen und südlich von Waldbauer auf einer Höhe von etwa 388 m ü. NHN. Er nimmt vor dem Schöpplenberger Teich das Wasser des Hemker Bachs auf und speist dann die Hasper Talsperre. 
Er mündet in Haspe auf einer Höhe von ungefähr 118 m ü. NHN von rechts in die Ennepe.
Der etwa 12,3 km lange Lauf des Hasper Bachs endet ungefähr 270 Höhenmeter unterhalb seiner Quelle; er hat somit ein mittleres Sohlgefälle von etwa 22 ‰.

### Einzugsgebiet
Das 20,779 km² große Einzugsgebiet des Hasper Bachs wird durch ihn über die Ennepe, die Volme, die Ruhr und den Rhein zur Nordsee entwässert.
Ein großer Teil des Einzugsgebiets ist bewaldet.

### Zuflüsse
- Hemker Bach (rechts), 1,7 km
- Butenbach (links), 0,7 km
- Großer Kettelbach (rechts), 2,2 km
- Kleiner Kettelbach (rechts), 0,7 km